# L&YR Bogie Brake Third 94
Die Abteilwagen 3. Klasse mit Gepäck- und Zugführerabteil mit zweiachsigen Drehgestellen (im Englischen mit Bogie Brake Third bezeichnet) nach Musterblatt 94 der britischen Lancashire and Yorkshire Railway (L&YR) wurden ab 1908 gebaut.

## Geschichte
Zwischen 1908 und 1919 entstanden in den bahneigenen Werkstätten der L&YR in Newton Heath 210 Abteilwagen. Die Wagen verfügten über fünf Abteile 3. Klasse mit je zwölf Sitzen und ein Abteil für den Zugführer und das Gepäck. Die Abteile waren nur über die Seitentüren erreichbar, es gab weder einen seitlichen Verbindungsgang noch einen Wagenübergang.
Ab 1915 wurden zehn Exemplare zur Verwendung in Lazarettzügen umgebaut und waren ab 1917 in Frankreich im Einsatz.
Bei der Übernahme der L&YR durch die London and North Western Railway (LNWR) 1922 waren noch 200 Wagen im Einsatz. Ein Jahr später beim Inkrafttreten des Railways Act 1921 und dem damit verbundenen Zusammenschluss mehrerer Eisenbahngesellschaften zur London, Midland and Scottish Railway (LMS) wurden diese von der neuen Gesellschaft übernommen. Zur Einführung des neuen Nummernsystems der LMS in 1933 existierten noch alle Wagen. 182 kamen 1948 bei der Verstaatlichung der britischen Eisenbahngesellschaften auch noch zu British Railways. Die meisten wurden in den 1950ern ausgemustert. Zwei Wagen waren noch bis in die 1960er im Einsatz.

## Wagen 1474
Der 1910 gebaute Wagen mit der Nummer 1474 ist erhalten geblieben. Er wurde 1965 vom L&Y Saddletanks Fund (dem heutigen Lancashire and Yorkshire Railway Trust) gekauft und zwischen 1974 und 1998 restauriert. Heute ist der Wagen bei der Keighley and Worth Valley Railway im Einsatz.

## Lackierung und Beschriftung
Die Wagenkästen waren in einem sehr dunklen lilabraun (im Englischen mit dark purple brown bezeichnet) und einem zimtfarbenen Fensterband lackiert und hatten goldgelbe Zierlinien und Beschriftungen. Die Stirnseiten waren komplett lilabraun und die Dächer waren in einem sehr hellen grau, das offiziell als „weiß“ bezeichnet wurde, gestrichen. Fahrgestelle und alle anderen Metallteile wurden schwarz lackiert.